# Valori Plastici
Valori Plastici (dt. „plastische Werte“) ist der Titel einer italienischen Kunstzeitschrift, die von 1918 bis 1922 in Rom in italienischer und teilweise auch in französischer Sprache erschien. Von Mario Broglio gegründet, wurde sie inhaltlich vor allem durch Carlo Carrà geprägt, der in seinen Beiträgen eine Rückbesinnung auf die Ideale einer klassischen Ästhetik propagierte und den Wiederanschluss an nationale künstlerische Traditionen forderte. Die Zeitschrift wandte sich ab ihrer zweiten Ausgabe an eine internationale Leserschaft und wurde rasch zum publizistischen Sprachrohr des Retour à l’ordre (dt. „Rückkehr zur Ordnung“), einer sich seit dem Ende des Ersten Weltkriegs von Frankreich ausgehend in ganz Europa formierenden ästhetischen Bewegung, die in Reaktion auf Abstraktionstendenzen in Malerei und Bildhauerei eine Rückkehr zu Gegenständlichkeit und Figuration in neuklassischer Auffassung forderte.